# Oophaga
Oophaga es un género de anfibios anuros neotropicales de la familia Dendrobatidae. Las especies del género se distribuyen desde Nicaragua hasta las zonas andinas de Colombia y Ecuador.

## Especies
Se reconocen las 12 especies siguientes:
- Oophaga anchicayensis Posso-Terranova & Andrés, 2018
- Oophaga andresi Posso-Terranova & Andrés, 2018
- Oophaga arborea (Myers, Daly & Martínez, 1984)
- Oophaga granulifera (Taylor, 1958)
- Oophaga histrionica (Berthold, 1845)
- Oophaga lehmanni (Myers & Daly, 1976)
- Oophaga occultator (Myers & Daly, 1976)
- Oophaga pumilio (Schmidt, 1857)
- Oophaga solanensis Posso-Terranova & Andrés, 2018
- Oophaga speciosa (Schmidt, 1857)
- Oophaga sylvatica (Funkhouser, 1956)
- Oophaga vicentei (Jungfer, Weygoldt & Juraske, 1996)